# Fiona Gubelmann
Fiona Victoria Gubelmann (Santa Monica, 30 marzo 1980) è un'attrice statunitense.
Ha recitato in singoli episodi in diverse serie TV, tra cui CSI: NY, My Name Is Earl e Knight Rider e Parenthood e in alcuni film tra cui L'impiegato del mese e Downstream.
È principalmente conosciuta per il ruolo della dottoressa Morgan Reznick nella serie televisiva The Good Doctor.

## Biografia
Si avvicina al mondo dello spettacolo fin da piccola, da bambina sua madre la iscrisse a un corso di danza e a 4 anni recitò in uno spettacolo teatrale interpretando un Cabbage Patch Kid. Nel 2002 si laurea alla UCLA per poi proseguire gli studi in recitazione alla Beverly Hills Playhouse.
Nel 2003 debutta in televisione, nella sitcom The Mullets e l'anno dopo prende parte al film L'impiegato del mese.
Nel 2014 ha preso parte, insieme al marito Alex, ad un episodio di House Hunters Renovation, spin-off di House Hunters.

## Filmografia

### Cinema
- L'impiegato del mese (Employee of the Month), regia di Mithc Rouse (2004)
- Blue Demon, regia di Daniel Grodnik (2004)
- Blades of of Glory - Due pattini per la gloria, regia di Will Speck e Josh Gordon (2007)
- Downstream, regia di Simone Bartesaghi (2010)
- Rice on White, regia di Talun Hsu (2017)
- Sorprendimi (Surprise Me!), regia di Nancy Goodman (2017)
- Il Natale della porta accanto (Christmas Next Door), regia di Jonathan Wright (2017)
- The Way We Weren't, regia di Rick Hays (2019)
- Una sorpresa inaspettata (Easter Under Wraps), regia di Gary Yates (2019)

### Televisione
- The Mullets – serie TV, episodio 1x09 (2003)
- Cold Case - Delitti irrisolti – serie TV, episodio 2x04 (2004)
- Joey – serie TV, episodio 1x14 (2005)
- CSI: NY – serie TV, episodio 3x20 (2007)
- My Name Is Earl – TV, episodio 3x06 (2007)
- Knight Rider – serie TV, episodio 1x08 (2008)
- The Closer – serie TV, episodio 5x12 (2009)
- Californication – serie TV, episodio 3x04 (2009)
- Wilfred – serie TV, 35 episodi (2011-2014)
- Criminal Minds – serie TV, episodio 7x16 (2012)
- Modern Family – serie TV, episodio 6x05 (2014)
- I miei peggiori amici – serie TV, episodio 1x12 (2014)
- iZombie – serie TV, episodio 2x07 (2015)
- New Girl – serie TV, episodio 4x19 (2015)
- Melissa & Joey – serie TV, episodio 4x15 (2015)
- Castle – serie TV, episodio 8x09 (2016)
- Sarai sempre la mia bambina – film TV, regia di Curtis Crawford (2016)
- Il Natale della porta accanto (Christmas Next Door), - film TV, regia di Jonathan Wright (2017)
- Giorno per giorno – serie TV, 5 episodi (2017)
- American Housewife – serie TV, episodio 2x09 (2017)
- Lucifer – serie TV, episodio 3x18 (2018)
- The Good Doctor – serie TV, 90 episodi (2018-2024)

## Doppiatrici italiane
Nelle versioni in italiano delle opere in cui ha recitato, Fiona Gubelmann è stata doppiata da:
- Francesca Manicone ne I tulipani dell'amore, Giorno per giorno
- Letizia Scifoni in Cold Case - Delitti irrisolti
- Barbara De Bortoli in CSI: NY
- Anna Cugini in Wilfred
- Rossella Acerbo in Criminal Minds[4]
- Federica Bomba in Castle
- Deborah Ciccorelli ne Il Natale della porta accanto
- Valentina Mari in The Good Doctor
- Giorgia Locuratolo in Sorprendimi

Da doppiatrice, è stata sostituita da:
- Ilaria Latini in Supercuccioli - I veri supereroi